# 平川正輝
平川 正輝（ひらかわ まさてる、1914年1月1日 - 没年不詳）は日本の歯学者。九州歯科大学名誉教授。専門は口腔外科学。

## 経歴
平川和太郎とトマの長男として福岡市に生まれる。母のトマは明治維新期に興志塾を開いた高場乱の孫。1932年福岡県中学修猷館を経て、1936年九州歯科医学専門学校を卒業。その後、同校が福岡県に移管され改称された、福岡県立医学歯学専門学校（現・九州歯科大学）医学科を1945年に卒業。
1946年福岡県立医学歯学専門学校の口腔外科教授となり、同部長を兼ね、兎唇口蓋裂の手術および顎欠損に対する骨移植の研究に従事。1954年学位を受ける。1972年3月、同校が改称した九州歯科大学の学長に就任する。
1975年4月大分市歯科衛生士学院院長に就任。九州歯科大学名誉教授の称号を受ける。